# Preslav Borissov
Preslav Plamenov Borissov (Bulgaars: Преслав Пламенов Борисов ) (Sofia, 7 maart 1977) is een Bulgaars politicus. Hij zetelt sinds 2013 in het Europees Parlement namens de partij Burgers voor Europese Ontwikkeling van Bulgarije.

## Biografie
Borissov studeerde landbouwkunde in Sofia en behaalde in 2000 zijn mastergraad. In 2005 voltooide hij een masteropleiding bedrijfskunde aan de Universiteit van Buckingham in het Verenigd Koninkrijk. Hij maakte van 2007 tot 2009 deel uit van de adviesgroep landbouwkunde van het Commerce and Economic Development Bureau, een overheidsinstantie van Hongkong.
Daarna was hij werkzaam als onderminister op het Ministerie van Landbouw en Voedselvoorziening, waar hij verantwoordelijk was voor de besteding van subsidies van de Europese Unie. Volgens de Bulgaarse krant 24 Chasa zou er sprake zijn van belangenverstrengeling omdat zijn vader, Plamen Borissov, eigenaar was van het graanproductiebedrijf Dafko. Op 30 april 2010 diende hij op verzoek van premier Bojko Borisov zijn ontslag in. Hij volgde Iliana Ivanova op 1 januari 2013 op als lid van het Europees Parlement. Hij zit onder meer in de Commissie interne markt en consumentenbescherming.